# Île de Moniat
L'île de Moniat est une île fluviale sur la Meuse à hauteur de sa confluence avec la Lesse, à Anseremme en Belgique. En amont du viaduc Charlemagne elle est partiellement surplombée par le viaduc ferroviaire d'Anseremme qui permet à la ligne de chemin de fer 166 entre Dinant et Bertrix de franchir la Meuse. 
De petite taille, elle est cependant classée. Cette île est une des plus intéressantes de la vallée mosane, du point de vue botanique: elle a été l'objet d'une replantation forestière mais elle est spontanément recolonisée par de nombreuses autres espèces végétales; on y trouve notamment l'anémone fausse-renoncule au printemps ainsi qu'une aulnaie alluviale.